# Subacute granulomateuze thyreoïditis
Subacute granulomateuze thyreoïditis of thyreoïditis van De Quervain is een zeldzame vorm van ontsteking van de schildklier.
Het ontstaat vaak na infectie met een virus. Mensen klagen vaak over keelpijn, terwijl dit eigenlijk pijn in de hals is ter hoogte van de schildklier.
De schildklier wordt in de loop van enkele dagen steeds pijnlijker en de patiënt krijgt lichte koorts, tot 38°C.
De klachten verergeren bij draaien van het hoofd en bij slikken.
Initieel kent de ziekte een fase van thyreotoxicose door cellyse, waardoor schildklierhormoon vrijkomt in de bloedbaan, gevolgd door een voorbijgaande periode waarin de schildklier te langzaam werkt (hypothyreoïdie). De patiënt voelt zich dan zeer vermoeid.
De klachten verdwijnen meestal vanzelf binnen een paar maanden, er is geen oorzakelijke therapie voor deze thyreoïditis. Als de pijnklachten heel hevig zijn, kan hiervoor paracetamol of een NSAID worden gegeven. Omdat de initiële fase van thyreotoxicose niet te wijten is aan een overactieve schildklier, maar eerder aan destructie van de cellen, hebben thyreostatica geen plaats in de behandeling van een thyreoïditis. Wil men toch anticiperen op de adrenerge symptomen die de thyreotoxicose met zich meebrengt, kan men zich tijdelijk beroepen op gebruik van bètablokkers (welke altijd aangewezen zijn bij eender welke vorm van thyreotoxicose ter onderdrukking van de adrenerge symptomen die gepotentieerd worden door het schildklierhormoon).